# Mačje uho
Mačje uho (grban; lat. Herminium), rod trajnica iz porodice Orchidaceae. Oko 50 vrsta rasprostranjeno je po velikim dijelovima Euroazije. U Hrvatskoj raste samo jedna vrsta, to je vrećasto mačje uho ili vrećasti grban (H. monorchis).

## Vrste
1. Herminium alaschanicum Maxim.
2. Herminium albomarginatum (King) X.H.Jin, Schuit., Raskoti & Lu Q.Huang
3. Herminium albosanguineum (Renz) X.H.Jin, Schuit., Raskoti & Lu Q.Huang
4. Herminium albovirens (Renz) X.H.Jin, Schuit., Raskoti & Lu Q.Huang
5. Herminium biporosum Maxim.
6. Herminium bulleyi (Rolfe) Tang & F.T.Wang
7. Herminium chloranthum Tang & F.T.Wang
8. Herminium clavigerum (Lindl.) X.H.Jin, Schuit., Raskoti & Lu Q.Huang
9. Herminium coeloceras (Finet) Schltr.
10. Herminium coiloglossum Schltr.
11. Herminium ecalcaratum (Finet) Schltr.
12. Herminium edgeworthii (Hook.f. ex Collett) X.H.Jin, Schuit., Raskoti & Lu Q.Huang
13. Herminium elisabethae (Duthie) Tang & F.T.Wang
14. Herminium fallax (Lindl.) Hook.f.
15. Herminium fimbriatum (Raskoti) X.H.Jin, Schuit., Raskoti & Lu Q.Huang
16. Herminium forceps (Finet) Schltr.
17. Herminium glossophyllum Tang & F.T.Wang
18. Herminium gracile King & Pantl.
19. Herminium handelii X.H.Jin, Schuit., Raskoti & Lu Q.Huang
20. Herminium himalayanum (Renz) X.H.Jin, Schuit., Raskoti & Lu Q.Huang
21. Herminium hongdeyuanii Raskoti
22. Herminium humidicola (K.Y.Lang & D.S.Deng) X.H.Jin, Schuit., Raskoti & Lu Q.Huang
23. Herminium jaffreyanum King & Pantl.
24. Herminium josephi Rchb.f.
25. Herminium kalimpongense Pradhan
26. Herminium kamengense A.N.Rao
27. Herminium kumaunense Deva & H.B.Naithani
28. Herminium lanceum (Thunb. ex Sw.) Vuijk
29. Herminium latilabre (Lindl.) X.H.Jin, Schuit., Raskoti & Lu Q.Huang
30. Herminium longilobatum S.N.Hegde & A.N.Rao
31. Herminium mackinonii Duthie
32. Herminium macrophyllum (D.Don) Dandy
33. Herminium mannii (Rchb.f.) Tang & F.T.Wang
34. Herminium monophyllum (D.Don) P.F.Hunt & Summerh.
35. Herminium monorchis (L.) R.Br.
36. Herminium motuoense X.H.Jin
37. Herminium neotineoides Ames & Schltr.
38. Herminium ophioglossoides Schltr.
39. Herminium oxysepalum (K.Y.Lang) X.H.Jin, Schuit., Raskoti & Lu Q.Huang
40. Herminium pugioniforme Lindl. ex Hook.f.
41. Herminium pusillum Ohwi & Fukuy.
42. Herminium pygmaeum Renz
43. Herminium quinquelobum King & Pantl.
44. Herminium singulum Tang & F.T.Wang
45. Herminium souliei (Finet) Rolfe
46. Herminium suave Tang & F.T.Wang
47. Herminium tangianum (S.Y.Hu) K.Y.Lang
48. Herminium tibeticum X.H.Jin, Schuit. & Raskoti
49. Herminium wangianum X.H.Jin, Schuit., Raskoti & Lu Q.Huang
50. Herminium yunnanense Rolfe

## Sinonimi
- Androcorys Schltr.
- Bhutanthera Renz
- Cybele Falc.
- Frigidorchis Z.J.Liu & S.C.Chen
- Monorchis Ehrh.
- Monorchis Ség.
- Porolabium Tang & F.T.Wang
- Thisbe Falc.